# OH-6DAえびの墜落事故

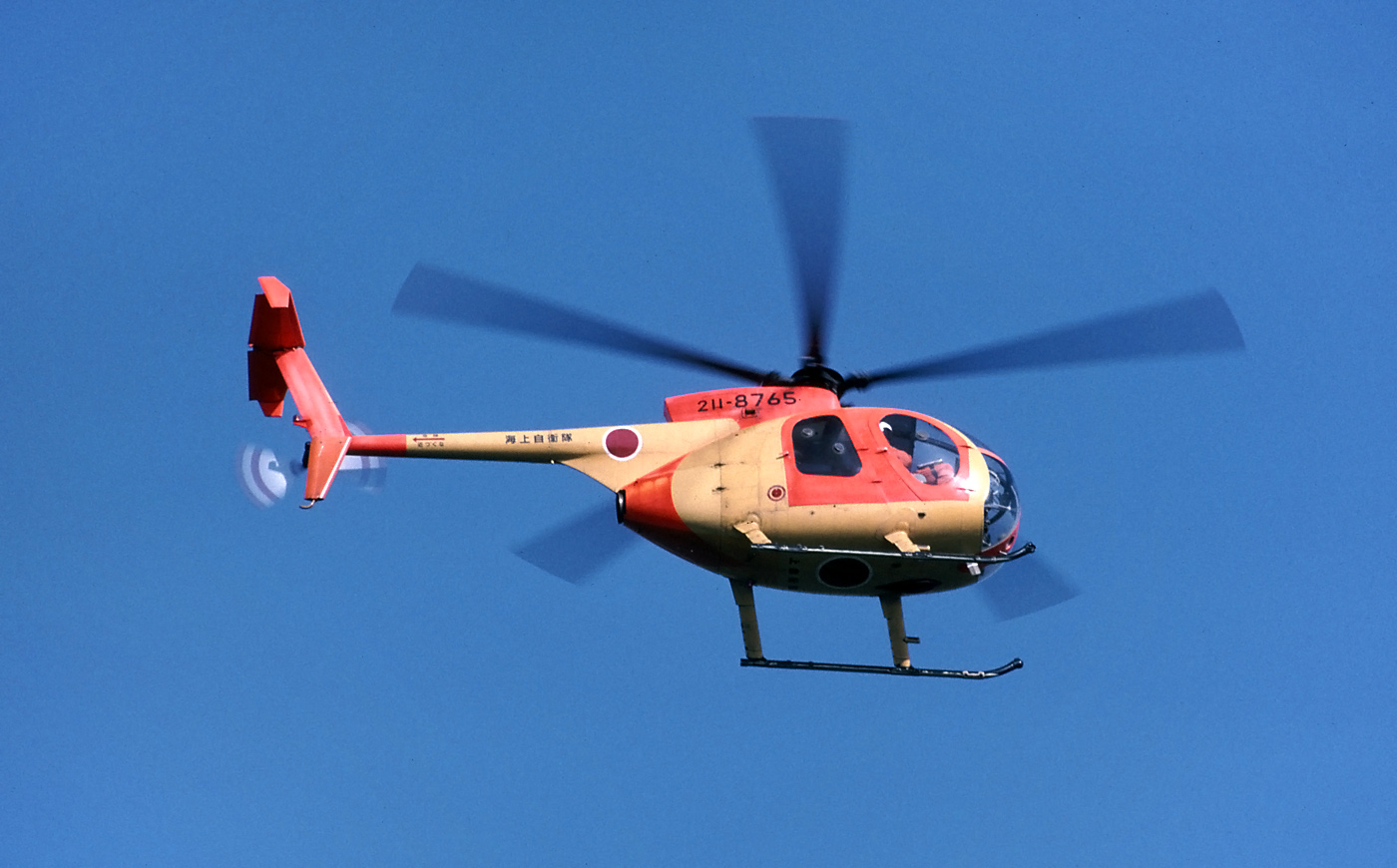
第211教育航空隊のOH-6D（旧型機）

OH-6DAえびの墜落事故（OH-6DAえびのついらくじこ）は、2015年（平成27年）2月12日に、宮崎県えびの市で発生した海上自衛隊OH-6DAヘリコプターの墜落事故である。隊員3名が殉職した。

## 概要
- 発生時刻：2015年（平成27年）2月12日午前11時05分以降[1]
- 発生地点：宮崎県えびの市滝下山[2]

海上自衛隊鹿屋航空基地の第211教育航空隊所属のOH-6DAヘリコプターが、訓練飛行中、鹿児島県北部の伊佐市上空で消息を絶った。翌13日に、宮崎県えびの市の山中で、機体とともに隊員3名の遺体が発見された。
同年8月7日、鹿屋航空基地は機長の「空間識失調」が原因と発表した。

## 経緯

### 事故発生
当該機の機長かつ教官はA三等海佐（当時39歳）で、同乗者にB三等海佐（40代）、操縦訓練生のC二等海曹（20代）の計3名が搭乗しており、いずれも第211教育航空隊の男性隊員である。飛行時間は、A三佐は2500時間超、B三佐は4000時間超であり、ともにベテランパイロットだった。
訓練生の航法訓練のため、薩摩半島を経由しながら北上。しかし、鹿児島県出水市付近の天候不良により、えびの市上空を通過して大隅半島を南下するルートに変更した。
事故発生から機体発見までの経緯は次の通り。
2月12日
- 9時19分：鹿屋基地を離陸し、学生の航法訓練を開始。
- 11時05分：鹿児島県伊佐市上空にいる旨を交信。最後の交信となる。
- 11時07分：航空自衛隊のレーダーから消失。行方不明となる。
- 12時20分頃：燃料が尽きると予想される、飛行可能時刻。
- 18時09分：18時00分に日没となり、上空からの捜索を中断。
- 21時00分：濃霧のため、陸上からの捜索を中断。

2月13日
- 9時18分：航空自衛隊のUH-60Jが宮崎県えびの市の山中で機体を発見。隊員は3名とも心肺停止状態。
- 12時07分：機体周辺で発見された隊員3名の死亡が確認される。

### 機体発見と遺体の回収
12日午前11時5分伊佐市上空付近を飛んでいるという通信を鹿屋基地と交信したのを最後に連絡が途絶えたため、自衛隊と警察は航空自衛隊のレーダーからヘリの機影が消えた市内の竪付近の捜索を行った。13日航空自衛隊のヘリが墜落した機体を発見した。その時ヘリは機首を谷側に向けて大破している状態であった。同日中に遺体を回収した。その後検視が行われ3人の死因は外傷性ショック死と判断され、墜落時の強い衝撃が原因とみられている。墜落した機体の回収は16日に終了した。

### 原因解明
海上自衛隊は、機体発見と同時に事故調査委員会を立ち上げ、原因解明にあたった。
2015年8月7日、海上自衛隊は、悪天候下で機長が「空間識失調」に陥ったことが原因と発表した。